# 169
Римська імперія •  Парфянське царство •  Кушанське царство •  Східна Хань •  Сармати

## Геополітична ситуація
У Римській імперії помер один зі  співімператорів Луцій Вер, Марк Аврелій залишився єдиним імператором (до 180). Імперія  займає Апеннінський, Піренейський та Балканський півострови, Галлію, частину Британії, Близький Схід, Північну Африку включно з Єгиптом. В імперії лютує чума Антоніна. Пограничні області перебувають під натиском германців. 
Наймогутніша держава центральної Азії — Парфянське царство. Наймогутніша держава Індостану — Кушанське царство. Династія Хань править у Китаї.  Корейський півострів ділять між собою Три корейські держави. 
Триває докласичний період цивілізації мая.
На території майбутньої України, в степах Причорномор'я, кочують сармати, північніше — племена Черняхівської культури.

## Події

### Римська імперія
- Консулами у Римі були Квінт Сенеціон Сосій Пріск та Публій Целій Аполлінаріс.
- Марк Аврелій став одноосібним правителем Римської імперії після смерті Луція Вера.
- Свою доньку Луциллу, яка залишилася вдовою після смерті Луція Вера, імператор видав проти її волі за Тиберія Клавдія Помпеяна.
- Продовжувалася перша макроманська війна. Германські племена вчинили напади на римські провінції Реція та Мезія.
- Північноафриканські маври здійснили вторгнення на Іберійський півострів.

### Релігія
- Після смерті Аліпія візантійським єпископом став Пертінакс.
- Теофіл Антіохійський отримав кафедру єпископа в Антіохії.

### Азія
- У китайському Лояні, тогочасній столиці, заарештували (й багатьох стратили) конфуціанців, які виступали проти впливових євнухів.

## Померли
- Луцій Вер — римський імператор.